# Taxa sobre les transaccions financeres
Un impost sobre les transaccions financeres (ITF) o taxa sobre les transaccions financeres és un impost aplicat a un tipus específic de transaccions monetàries per a un propòsit particular. El concepte ha estat comunament associat amb el sector financer. No sol considerar-se dins d'aquest tipus de taxes a aquelles referides als impostos al consum pagats pels consumidors.
Una taxa sobre les transaccions no és un impost sobre una institució financera per se. Al contrari, es carrega només sobre l'específica transacció designada com imposable. De manera que si una institució mai duu a terme aquest tipus de transacció, mai estarà subjecta a aquest tipus impositiu. Més enllà, si una institució du a terme només aquest tipus de transacció, llavors només pagarà impostos per aquest tipus de transacció. Així, aquest impost no és ni una taxa a l'activitat financera ni un "impost bancari", per exemple. Aquesta clarificació és rellevant en relació amb el debat sobre l'ús d'una taxa sobre les transaccions financeres com a eina per desincentivar l'especulació excessiva sense desincentivar qualsevol altra activitat (tal com John Maynard Keynes originalment va preveure el 1936).
Entre aquests tipus de taxes hi ha les anomenades Tobin i Robin Hood.